# Lamin Jallow
Lamin Jallow (Banjul, 1995. december 18. –) gambiai válogatott labdarúgó, csatár. Jelenleg az olasz Vicenza játékosa.

## Pályafutása

### Klubcsapatokban
Jallow a gambiai Real de Banjul csapatánál kezdte el labdarúgó-pályafutását. 2014-ben leigazolta őt az olasz Chievo Verona csapata, melynek színeiben 2016 augusztusában a Serie A-ban is bemutatkozott. 2015 és 2019 között kölcsönben futballozott másodosztályú olasz csapatoknál (Cittadella, Trapani, Cesena, Salernitana). 2020 szeptemberében igazolta le őt a szintén olasz Vicenza csapata. 2021 augusztusában kölcsönvette őt a MOL Fehérvár csapata.

### Válogatott
Jallow 2016-ban mutatkozott be a gambiai labdarúgó-válogatottban.

#### Góljai a gambiai válogatottban
| #  | Dátum              | Ellenfél | Eredmény | Kiírás              | Esemény |
| -- | ------------------ | -------- | -------- | ------------------- | ------- |
| 1. | 2018. november 17. | Benin    | 3 – 1    | barátságos mérkőzés | 70' 77' |

## Sikerei, díjai
Cittadella
- Serie C
  - bajnok (1) – 2015–16